# Plesiocleidochasma septemspinosa
Plesiocleidochasma septemspinosa is een mosdiertjessoort uit de familie van de Phidoloporidae. De wetenschappelijke naam van de soort is voor het eerst geldig gepubliceerd in 2006 door Tilbrook.